# SC Emma in het seizoen 1954/55
Het seizoen 1954/1955 was het eerste jaar in het bestaan van de Dordtse betaaldvoetbalclub Emma. De club kwam uit in de Eerste klasse A en eindigde daarin op de zesde plaats, dit betekende dat de club in het nieuwe seizoen uitkwam op het hoogste voetbalniveau.

## Wedstrijdstatistieken

### Eerste klasse D(afgebroken)
|       | ADO | Bleijerheide | Brabantia | D.F.C. | Eindhoven | Feijenoord | Juliana | LONGA | MVV   | NOAD | Sparta | SVV   |
| ----- | --- | ------------ | --------- | ------ | --------- | ---------- | ------- | ----- | ----- | ---- | ------ | ----- |
| Thuis | –   | –            | –         | 0 – 2  | 3 – 0     | 0 – 5      | –       | 8 – 1 | –     | –    | 3 – 3  | –     |
| Uit   | –   | 1 – 6        | –         | –      | –         | –          | 1 – 3   | –     | 5 – 2 | –    | –      | 0 – 2 |

### Eerste klasse A
|       | Amsterdam | DOS   | Excelsior | Go Ahead | SHS   | Leeuwarden | LONGA | MVV   | NAC   | Roda Sport | Stormvogels | Veendam | Zwolsche Boys |
| ----- | --------- | ----- | --------- | -------- | ----- | ---------- | ----- | ----- | ----- | ---------- | ----------- | ------- | ------------- |
| Thuis | 1 – 4     | 0 – 0 | 1 – 0     | 2 – 2    | 1 – 3 | 2 – 0      | 2 – 3 | 1 – 3 | 0 – 3 | 5 – 0      | 2 – 1       | 4 – 1   | 1 – 1         |
| Uit   | 3 – 0     | 1 – 2 | 4 – 2     | 3 – 5    | 0 – 0 | 1 – 1      | 0 – 1 | 6 – 0 | 3 – 1 | 1 – 2      | 3 – 0       | 1 – 3   | 1 – 2         |

## Statistieken Emma 1954/1955

### Eindstand Emma in de Nederlandse Eerste klasse A 1954 / 1955
| Stand | Gespeeld | Gewonnen | Gelijk | Verloren | Punten | Doelpunten voor | Doelpunten tegen |
| ----- | -------- | -------- | ------ | -------- | ------ | --------------- | ---------------- |
| 6e    | 26       | 11       | 5      | 10       | 27     | 41              | 47               |

### Eindstand Emma in de Nederlandse Eerste klasse D 1954 / 1955 (afgebroken)
| Stand | Gespeeld | Gewonnen | Gelijk | Verloren | Punten | Doelpunten voor | Doelpunten tegen |
| ----- | -------- | -------- | ------ | -------- | ------ | --------------- | ---------------- |
| 4e    | 9        | 5        | 1      | 3        | 11     | 27              | 18               |

### Topscorers
| #      | Naam                | Goal |
| ------ | ------------------- | ---- |
| 1.     | Freek van der Gijp  | 10   |
| 2.     | Wim van der Gijp    | 8    |
| 3.     | Cor van der Gijp    | 6    |
| 4.     | Janus van der Gijp  | 4    |
| 5.     | Bram van der Hoeven | 3    |
| 5.     | Leo Veldhuis        | 3    |
| 7.     | Jan Hardenbol       | 2    |
| 7.     | Wim Stolk           | 2    |
| 9.     | Jur van der Gijp    | 1    |
| 9.     | Den Hollander       | 1    |
| 9.     | Jan de Visser       | 1    |
| Totaal | Totaal              | 41   |

| #      | Naam               | Goal |
| ------ | ------------------ | ---- |
| 1.     | Cor van der Gijp   | 12   |
| 2.     | Wim van der Gijp   | 11   |
| 3.     | Jan Hardenbol      | 2    |
| 4.     | Freek van der Gijp | 1    |
| 4.     | Leo Veldhuis       | 1    |
| Totaal | Totaal             | 27   |